# Burn Gorman
Burn Hugh Winchester Gorman (Los Angeles, 1º settembre 1974) è un attore e musicista britannico.
È conosciuto per aver interpretato Owen Harper in Torchwood e William Guppy in Bleak House.

## Biografia
Nato ad Hollywood da una famiglia benestante, ha tre sorelle maggiori, il padre ha lavorato alla Università della California. A sette anni si è trasferito a Londra, in Inghilterra. Laureato alla Manchester Metropolitan School of Theatre e sposato dal 2004 con l'insegnante Sarah Beard, da cui ha avuto tre figli, è apparso nelle primissime due stagioni della serie televisiva Torchwood, interpretando Owen Harper, per la cui interpretazione vince un BAFTA. Successivamente interpreta il ruolo di William Guppy in Bleak House, in cui ha vinto un Premio Emmy e un BAFTA. Partecipato inoltre ad altre serie, come Funland, A Good Thief, Dalziel and Pascoe, Casualty , Merseybeat e L'uomo nell'alto castello nel ruolo dello Sceriffo.

## Filmografia parziale

### Cinema
- The Pusher (Layer Cake), regia di Matthew Vaughn (2004)
- Penelope, regia di Mark Palansky (2006)
- Fred Claus - Un fratello sotto l'albero (Fred Claus), regia di David Dobkin (2007)
- Oxford Murders - Teorema di un delitto (The Oxford Murders), regia di Álex de la Iglesia (2008)
- L'ordine naturale dei sogni (Cemetery Junction), regia di Ricky Gervais e Stephen Merchant (2010)
- Johnny English - La rinascita (Johnny English Reborn), regia di Oliver Parker (2011)
- Red Lights, regia di Rodrigo Cortés (2012)
- Il cavaliere oscuro - Il ritorno (The Dark Knight Rises), regia di Christopher Nolan (2012)
- Pacific Rim, regia di Guillermo del Toro (2013)
- Walking with the Enemy, regia di Mark Schmidt (2013)
- Jimi: All Is by My Side, regia di John Ridley (2014)
- Crimson Peak, regia di Guillermo del Toro (2015)
- Imperium, regia di Daniel Ragussis (2016)
- Nella valle della violenza (In a Valley of Violence), regia di Ti West (2016)
- Guernica - Cronaca di una strage (Gernika), regia di Koldo Serra (2016)
- Pacific Rim - La rivolta (Pacific Rim: Uprising), regia di Steven S. DeKnight (2018)
- Enola Holmes, regia di Harry Bradbeer (2020)
- Watcher, regia di Chloe Okuno (2022)
- Pinocchio, regia di Guillermo del Toro (2022) - voce
- Ghosted, regia di Dexter Fletcher (2023)
- Hunger Games - La ballata dell'usignolo e del serpente (The Hunger Games: The Ballad of Songbirds and Snakes), regia di Francis Lawrence (2023)
- Lift, regia di F. Gary Gray (2024)
- Beetlejuice Beetlejuice, regia di Tim Burton (2024)

### Televisione
- Torchwood – serie TV, 26 episodi (2006-2008)
- Miss Marple (Agatha Christie's Marple) – serie TV, episodio 3x02 (2007)
- Il Trono di Spade (Game of Thrones) – serie TV, 4 episodi (2013-2014)
- Turn: Washington's Spies – serie TV, 28 episodi (2014-2017)
- Forever – serie TV, 5 episodi (2014-2015)
- Dieci piccoli indiani (And Then There Were None) – miniserie TV, 3 puntate (2015)
- L'uomo nell'alto castello (The Man in the High Castle) – serie TV, 3 episodi (2015)
- Jamestown – serie TV, 15 episodi (2017-2019)
- The Expanse – serie TV, 10 episodi (2019)
- Halo – serie TV, 7 episodi (2022)
- The Offer – miniserie TV, 10 puntate (2022)

## Doppiatori italiani
Nelle versioni in italiano delle opere in cui ha recitato, Burn Gorman è stato doppiato da:
- Fabrizio Vidale in Pacific Rim, Dieci piccoli indiani, Pacific Rim - La rivolta, The Offer, Pinocchio di Guillermo del Toro
- Nanni Baldini in The Pusher, Torchwood, Nella valle della violenza
- Roberto Gammino in L'ordine naturale dei sogni, Watcher, Beetlejuice Beetlejuice
- Simone D'Andrea in Hunger Games - La ballata del l'usignolo e del serpente
- Gianluca Solombrino in Johnny English - La rinascita
- Francesco Venditti in Oxford Murders - Teorema di un delitto
- Massimiliano Manfredi in Il cavaliere oscuro - Il ritorno
- Vittorio Guerrieri in Guernica - Cronaca di una strage
- Riccardo Scarafoni in L'uomo nell'alto castello
- Stefano Brusa in The Expanse
- Loris Loddi in Revenge, Halo
- Teo Bellia in Jimi: All Is by My Side
- Gabriele Tacchi in Il Trono di Spade
- Francesco Meoni in Red Lights
- Massimo Rossi in Forever
- Gabriele Sabatini in Lift
- Roberto Gammino in Beetlejuice Beetlejuice

Da doppiatore è sostituito da:
- Fabrizio Vidale in Pinocchio